# Maria da Graça (bairro do Rio de Janeiro)
Maria da Graça é um bairro da Zona Norte do município do Rio de Janeiro.
O IDH da região, no ano 2000, era de 0,860: o 42º melhor do município do Rio de Janeiro, tendo sido feito junto com Del Castilho.

## História
Na região ficava a Fazenda Maria da Graça, da família Cardoso Martins. Foi adquirida, mais tarde, pela Companhia Immobiliaria Nacional S/A que, em 1925, fez o arruamento e loteamento do "Bairro-Jardim Maria da Graça”, entre a Rua Miguel Ângelo, a antiga Avenida Suburbana, atual Avenida Dom Hélder Câmara, a Linha Auxiliar da Estrada de Ferro Central do Brasil e o bairro de Del Castilho.
A antiga Fábrica Cruzeiro de fósforos deu lugar à “General Electric - GE” de equipamentos elétricos. A área faz limite com a comunidade do Jacarezinho.
A Estação Dr. Cesário Machado foi inaugurada em 1895, enquanto que a Estação Maria da Graça foi inaugurada em 1929. Ambas pertenciam a Linha Auxiliar da EFCB e hoje se encontram desativadas. Com a construção da Linha 2 do Metrô, Maria da Graça ganhou uma nova estação em 1983.
Possui como vizinhos os bairros do Jacarezinho, Del Castilho, Higienópolis, Cachambi e Manguinhos.

## Bairro dos Ingleses

###### Localização
O Bairro dos Ingleses é um bairro não oficial do Rio de Janeiro localizado, em sua maior parte, no bairro de Maria da Graça e, em uma pequena parte, no bairro de Del Castilho. Seu perímetro consiste na triangulação entre a Avenida Dom Hélder Câmara, a Rua Carneiro Ribeiro e a linha 2 do Metrô e abrange as ruas Silva Rosa, Ferreira Cardoso, Pires de Carvalho, Domingos de Barros, Rezende Costa, Jacutinga, Guanacás, Antônio de Freitas, Atílio Milano, Travessa Malafaia e parte da rua Conde de Azambuja.

###### História
O bairro surgiu com a criação do Bairro-Jardim Maria da Graça pela Companhia Immobiliaria Nacional S/A, no ano de 1925, inspirado no conceito de bairro-jardim, sendo, portanto, planejado segundo o conceito inglês de garden city, o qual apresenta praças, intensa arborização, amplas calçadas e traçado urbano diferenciado, como ruas sinuosas.
O nome, Bairro dos Ingleses, deve-se ao grande número de britânicos contratados pela extinta Companhia Nacional de Tecidos Nova América que moravam no local pelo fato de a empresa ter adquirido e construído diversos imóveis no bairro com a finalidade de acomodar esses funcionários e suas famílias, os quais, não somente ingleses como também alemães, franceses, japoneses e portugueses ocupavam os cargos mais elevados da fábrica onde, setenta anos após a sua fundação, em 1995, passou a funcionar o Shopping Nova América.

###### Arquitetura
O Bairro dos Ingleses ainda preserva diversos imóveis construídos tanto pela Companhia Immobiliaria Nacional S/A quanto pela Companhia Nacional de Tecidos Nova América. Muitas das casas, inclusive, são as primeiras do bairro de Maria da Graça e datam de meados da década de 1920, possuindo estilos arquitetônicos variados como o germânico, o neocolonial, o art déco, o neoclássico e, também, estilos que não seguem uma determinada pureza formal. 
Pelo fato de terem sido projetadas para servirem como residência de funcionários do alto escalão da empresa de tecidos, suas residências são, em geral, grandes e bem acabadas. Por isso, o bairro é reconhecido no mercado imobiliário como a área mais valorizada dos bairros de Maria da Graça e Del Castilho, como também uma área nobre da Zona Norte carioca.

###### Lazer
Devido às ruas arborizadas e calçadas largas, o local é muito utilizado pelos moradores para passeios e caminhadas como também para a prática de esportes ao ar livre.
O tamanho original das residências do Bairro permitiu que algumas delas fossem adaptadas para se tornarem casas de festas as quais, preservando o estilo clássico, realizam casamentos, aniversários de 15 anos, festas de bodas, dentre outras comemorações de gala.
Mensalmente realiza-se no Largo da Rua Pires de Carvalho a famosa "Feira do Bairro dos Ingleses", com suas tradicionais barracas padronizadas nas cores vermelho e branco, a qual possui música ao vivo, venda de artesanato e gastronomia, além de possuir recreação infantil, o que incentiva a economia local.
Próximo à estação do metrô, o Bairro conta com diversos bares, também com música ao vivo e estacionamentos.

## Estrutura
Os shoppings mais próximos são o Nova América e o Norte Shopping.
Possui uma estação de Metrô, uma Escola Municipal (E.M. Pernambuco), uma Paróquia (Igreja Nossa Senhora das Graças), uma Igreja Presbiteriana(a Igreja Presbiteriana de Maria da Graça, ligada a Igreja Presbiteriana do Brasil), uma Assembléia de Deus, uma Igreja Universal do Reino de Deus e uma Comunidade Evangélica Projeto Vida.
Em Maria da Graça localiza-se também o Colégio Estadual Professor Horácio Macedo, que faz parte do campus do CEFET-RJ.
Além da Estação Maria da Graça, pelo bairro também passam ônibus que vão para o Cachambi, Centro, Del Castilho, Praça Seca, Irajá, Penha, Olaria, Mariópolis, Méier, Tijuca e Vila Isabel.

## Lazer

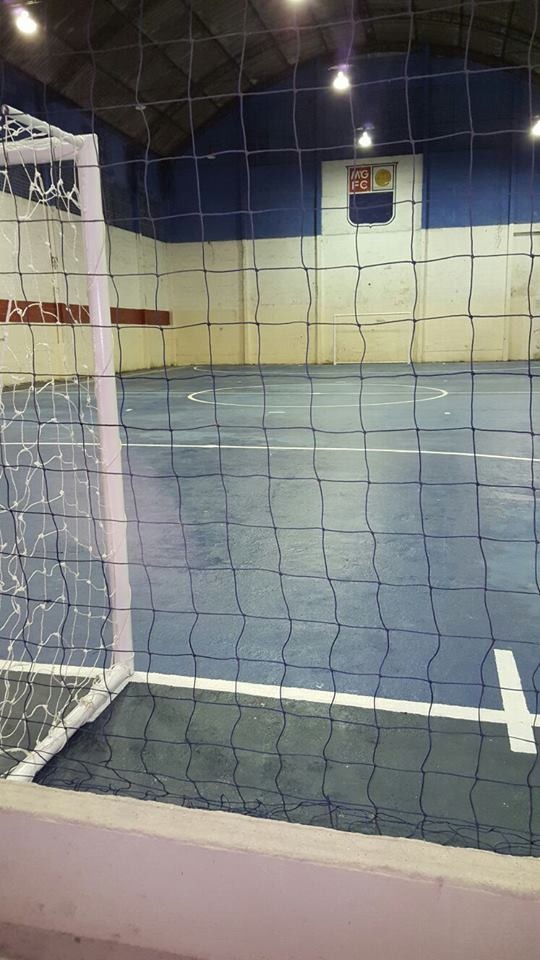
Maria da Graça após reformas

O bairro possui três centros para a prática de esportes. O primeiro e mais conhecido, é o Maria da Graça Futebol Clube, agremiação que faz parte da Liga Prata da Federação de Futsal do Rio de Janeiro. O outro, que é mais focado no lazer, é o espaço Festa do gol. O campo society (grama artificial) já funcionou como núcleo do Vasco, e hoje em dia, apenas como local para comemorações. De forma bem rápida, também serviu como casa para a LZN (Liga Zona Norte). Há, ainda a Banda Irmãos Pepino, na Rua Silva Rosa, no Bairro dos Ingleses, que aluga seu ginásio desportivo para colégios e para a prática dos mais diversos esportes como também para eventos.

### Mídia
Explode Coração, telenovela de Gloria Perez produzida e exibida pela Rede Globo, foi, em parte, ambientada no bairro.

## Gastronomia
Mesmo não sendo um bairro gigantesco, e não tendo um número enorme de bares, Maria da Graça apresenta uma ótima opção para todos. 

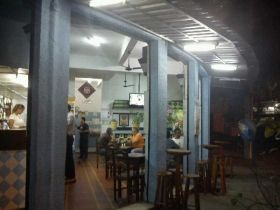
Bar Amendoeira, no happy hour.

O Bar Amendoeira é um dos mais movimentados não só de Maria da Graça, mas como de toda zona norte. Com visitantes vindo dos quatro cantos da cidade, o estabelecimento conta com um atendimento excelente, e como dito por diversas redes sociais, ele tem "o melhor Chopp do Rio". Além disso, o Amendoeira também já participou de concursos como o Comida di Buteco e, mais recentemente, foi tombado pela prefeitura como patrimônio cultural da cidade.   

## Dados
O bairro de Maria da Graça faz parte da região administrativa de Inhaúma. Os bairros integrantes da região administrativa são: Maria da Graça, Del Castilho, Engenho da Rainha, Higienópolis, Inhaúma e Tomaz Coelho.